# Шоует
Шоует (на френски: chouette) е вариант на таблата за трима или повече играчи. Това е динамична игра, включваща честата употреба на удвояващ куб, обсъждане на възможни ходове и съперничества между отделните играчи.

## Общ преглед на играта
Един играч играе срещу отбор, състоящ се от всички останали такива. Един от членовете на този отбор е капитан. Зар определя единствения играч, който да не принадлежи към отбора на другите, както и начина, по който да става редуването на играчите.
Играе се на обикновена дъска за табла. Капитанът е онзи, който взема някои по-важни решения, но това съвсем не означава, че не може да се допитва до своите съотборници. Възможно е всеки член на отбора да притежава свой собствен удвояващ куб, да удвоява без значение от действията на съотборниците му и да приема/отказва удвояване, независимо дали другите са съгласни с това.
В общи линии тази игра се играе по същия начин, както се играе табла със залагане на пари. Не се записва резултат за партия; играе се една игра, точките се записват в таблица, а след това започва друга игра. Играчите сменят местата си след всяка игра. Ако спечели независимият играч, то той остава на същото място. Победи ли капитанът на отбора, той застава на мястото на независимия за следващия рунд.
Записват се точки за всеки играч, като се отчитат спечелените и загубени във всяка игра точки. Разбира се, точкуването зависи от удвояващия куб и от изхода на играта (дали победата е „марс“).